# 長田区役所襲撃事件

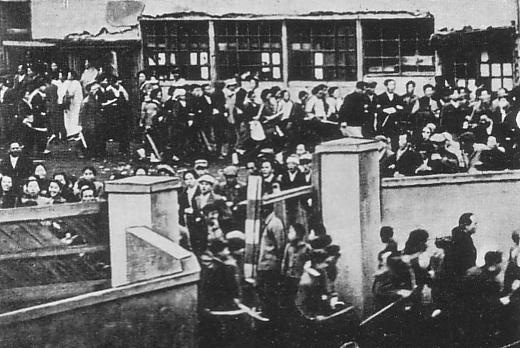
長田区役所に押しかける朝鮮人暴徒。棍棒で武装している。

長田区役所襲撃事件（ながたくやくしょしゅうげきじけん）とは、1950年（昭和25年）11月20日から11月27日にかけて、兵庫県神戸市長田区で発生した在日朝鮮人による公安事件。
第一神戸事件（阪神教育事件）に続く、神戸で起きた第二の騒乱事件という意味から第二神戸事件ともいう。

## 事件の発端
1949年から始まったドッジ・ラインにより、デフレーションが進行し失業や倒産が相次いだ。在日朝鮮人も例外でなく、失業者が激増した。こうした状況の下で、朝鮮人は「朝鮮人生活擁護闘争」を展開、地方税の減免や生活保護の適用を求めるために、各地の役所に押しかけるようになった。

## 事件の概要
1950年11月20日午後1時、約200人の朝鮮人が神戸市長田区役所に押しかけた。要求は「市民税免除」と「生活保護の徹底」である。しかし区長がこれを認めなかったため、区長を軟禁状態にして騒ぎ出した。神戸市警察は直ちに出動、30人が逮捕された。
11月24日午前11時、約300人の朝鮮人が再度長田区役所に押しかけ、区長との面談を要求した。区長が拒否したため、朝鮮人たちは区役所に乱入し、窓ガラス等を破壊した上、出動した警察官に対しても暴力を振るったため、不退去罪の現行犯として26人が逮捕された。
11月27日朝、24日に逮捕された仲間の奪還などを求め、姫路市、明石市、尼崎市などから約600人の朝鮮人が神戸に向かっているとの情報が警察にもたらされた。警察は甲号非常招集を発令、神戸市警察および国家警察兵庫県本部の警官約3000人に待機命令をかけた。長田区にある西神戸朝鮮人学校に神戸市在住の者も含め約1000人（児童300人を含む）の朝鮮人が集結。「祖国統一決起大会」を開催し、投石用の石や棍棒を用意するなど不穏な状勢となったため、正午頃に解散を命じたが、「犬め、殺してやる」「貴様等人民裁判にかけてやる」と暴言を吐いて命令を無視、午後3時20分頃には、学校から出てデモ行進を始めた。
遂に警察は神戸市電湊川大橋停留所付近で検挙を開始したが、デモ隊は激しく抵抗し、約60人が逮捕された。その残党は新湊川沿いに北上、長田区役所や長田税務署を襲い、窓ガラスを割るなどした。最終的に179人が逮捕された。

## 裁判
神戸地方検察庁は、騒乱罪、公務執行妨害罪、占領目的阻害行為処罰令違反で、合計118人を起訴した。裁判の結果、騒乱罪と占領目的阻害行為処罰令違反の成立は認めず、17人についてのみ公務執行妨害罪等で有罪となった。